# Горгора
Горгора (амх. ጎርጎራ, Gōrgōrā, прежде ጐርጐራ Gʷargʷarā, современное произношение Gʷergʷerā) — город и полуостров в северо-западной Эфиопии. Он расположен к югу от Гондэра на северном берегу озера Тана, в зоне Северный Гондэр региона Амхара. Координаты города 12°14′ с. ш. 37°18′ в. д..

## Обзор
Горгора расположена на небольшом полуострове, выступающем в озеро Тана, включает в себя также небольшую деревню на берегу гавани. В прошлом полуостров имел большое значение как место расположения резиденции иезуитов: «Старая» Горгора была расположена в 5 км к северо-востоку от Марьям Гимб, которая называлась Новая Горгора, и в 5 км к западу от Дебре Сина (который не считается самостоятельным городом). К другим известным достопримечательностям относится монастырь Мандаба, расположенный на мысе полуострова Горгора. Р. И. Чизмен посетил Мандабу в 1932 году и описал монастырь как обнесенный высокой стеной, в который запрещен вход женщинам. В обители проживают 150 монахов, монастырь управляется настоятелем, который обладает всей властью в пределах монастыря и имеет право заковывать непокорных монахов в цепи. Чизмену рассказывали, что если человек, спасающийся от правосудия, звонит в монастырский колокол и получает убежище, он в безопасности даже от самого могущественного человека на земле.
Город имеет паромное сообщение с портом в Бахр-Дар через Кунзела и остров Дек.

## История
Горгора служил одной из первых столиц Эфиопии во времена правления императора Сусныйоса I и его сына Фасиледэса. Город был выбран в качестве столицы, так как начинался с буквы «гʷа» ((Ge’ez: ጐ), что соответствовало пророчеству того времени (то же самое пророчество привело к подъёму Гондэра). Горгора — это эфиопская бастардизация греческого имени «Γρηγόριος» (Грегориос). Город назван в честь святого и церковного деятеля IV века Григория Просветителя, который является выдающимся деятелем православной церкви Эфиопии.
В городе все ещё можно увидеть руины зданий, построенных иезуитами, хотя большинство из них было разрушено во время землетрясений в 1950-х годах. Их строительство приписывают миссионеру Педро Паишу, которому также удалось обратить императора Сусныйоса в католицизм. Город также известен своей церковью Дебре Сина (построенной в 1608 году), многочисленными монастырями, расположенными неподалеку от дворца императора Сусныйоса и португальским собором, который был оставлен после того, как император Фасиледэс изгнал иезуитов.
Горгора была включена в последний оборонительный рубеж итальянцев под командованием генерала Гульельмо Наси, организованного вокруг Гондэра. В октябре 1941 года итальянцы расположили один батальон в Горгоре; в течение месяца численность гарнизона составляла 1500 человек. В 1960 году служба здравоохранения открыла центр в этом городе, один из первых четырёх в сельской местности Эфиопии. Выбор был сделан из-за близости Горогоры к колледжу общественного здравоохранения в Гондэре.

## Демография
Согласно данным Центрального статистического агентства за 2005 год, общая численность населения Горгоры составляет 4783 человека, из которых 2283 мужчины и 2500 женщин. По данным переписи 1994 года, в данном городе проживало 2768 человек, из которых 1201 человек — мужчины и 1567 — женщины.